# Johannes Crescentius
Johannes Crescentius, död 18 maj 1012 i Rom, var romersk patricius från 1002 till sin död. Han var son till Crescentius den yngre. Johannes Crescentius hade stort inflytande över valen av påvarna Johannes XVII, Johannes XVIII och Sergius IV.